# Międzynarodowa Organizacja Pomocy Rewolucjonistom

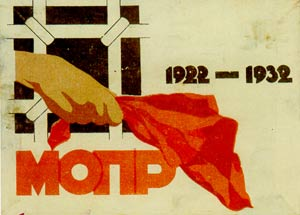
Symbol Międzynarodowej Organizacji Pomocy Rewolucjonistom

Międzynarodowa Organizacja Pomocy Rewolucjonistom (MOPR), ros. Международная организация помощи борцам революции (МОПР) – organizacja społeczna założona 18 marca 1922 roku w Moskwie w celu niesienia pomocy rewolucjonistom, więźniom politycznym i ich rodzinom, prowadząca także międzynarodowe kampanie protestacyjne. Posiadała 70 sekcji i około 14 milionów członków, do rozwiązania w 1947 r. podporządkowana była Międzynarodówce Komunistycznej.
Przewodniczącymi organizacji byli:
- Julian Marchlewski 1922–1925
- Clara Zetkin 1925–1927
- Jelena Stasowa 1927–1937

MOPR tworzyła sekcje krajowe (najczęściej nielegalne).
W Polsce była to Czerwona Pomoc w Polsce (formalnie obejmująca trzy osobne organizacje: dla terenów polskich, Zachodniej Ukrainy i Zachodniej Białorusi) – koordynowana i nadzorowana przez Komunistyczną Partię Polski. Rozwiązana z KPP.
Jej amerykańską sekcją była Międzynarodowa Obrona Pracy.
Pierwsza kampania MOPR wspomagała bułgarskie ofiary kontrrewolucji po upadku powstania wrześniowego w 1923 roku. MOPR organizowała również m.in. masowe żądania uwolnienia Antonio Gramsciego we Włoszech i Georgi Dymitrowa w Niemczech czy też Sacco i Vanzettiego w USA.